# 湖南線
湖南本線（ホナムほんせん）は、大韓民国大田広域市大徳区の大田操車場と全羅南道木浦市の木浦駅を結ぶ、韓国鉄道公社（KORAIL）が運営する鉄道路線である。日本統治下の1914年に開通した。
湖南地方（全羅道）を南北に縦貫する韓国第二の幹線で、ソウル特別市の龍山駅（京釜線）から多くの列車が直通する。
全羅線や光州広域市などへ直通できる第二の幹線とはいえ、輸送量はKTX運行開始後も京釜線には遠く及ばない状態である。また、龍山から光州方面への一般列車の一部は光州線の光州駅へ乗り入れている。
開業以来、大田駅が起点で、ソウル方面からの列車は大田駅でスイッチバックを行っていた。しかしその後、ソウルから直通するために設けられた大田線の重要性が高まる一方で、本線である大田駅から西大田駅までの区間の需要はほぼ皆無となる状況であったため、KTX開業とともに大田操車場を起点に変更し、大田駅から西大田駅までの区間を大田線とする路線名の入れ替えが行われた。2015年4月2日以降、大田駅を発着する湖南線の旅客列車は設定されていない。

## 歴史

### 戦前
光武年間の大韓帝国政府は、漢城から木浦までの鉄道を敷設しようとしたが、建設費が足らず水原・天安・大田を経て嶺南地方（慶尚道）に向かう京釜線鉄道の敷設権が日本側に移り、独自の鉄道本線敷設に失敗する。以後、朝鮮総督府により、京釜線の支線という形で木浦までの湖南線が1914年に全区間開通した。
1910年1月に、大田駅・連山駅間の24.3マイルの工事区間を含め、8つの工事区間が設定された。まず大田駅・連山駅の区間が1911年7月に開通。群山駅と江景駅間の31.2マイルの工事区間が1911年3月に着工し、1912年3月6日に開通した。金堤駅・裡里駅（現・益山駅）間の11.1マイルの区間は1911年12月に着工、1912年10月1日に開通した。終点の木浦駅は1913年5月15日に鶴橋駅（現・咸平駅）との間が開通。最後に1914年1月11日、井邑駅と松汀里駅（現・光州松汀駅）間の35.5マイルの工事区間が開通し、湖南線鉄道が全線開通した。
湖南線工事の軌道延長距離は198.3マイルであり、その間にトンネル9か所、橋が193か所、カルバート（溝橋）が286か所あった。京釜線との接続駅である大田駅を改築拡張したほか、27か所の駅舎を設置した。朝鮮総督府は日韓併合後、短期間で湖南線鉄道を完成させたが、湖南平野などで生産されている米を釜山港経由で日本に輸送することが急務だったからである。当時湖南線は大田駅で京釜線の釜山駅方向に直通するように接続されており、京城方面に行くには乗り換えを必要とした。公州・全州・光州といった従来の中心都市を通らず、鉄道沿線に新しい物資集散都市が形成された。

### 戦後
1970年代末にはすでに高速鉄道事業が議論され始めていた京釜線とは異なり、湖南線は遅れが際立っており、複線化事業も非常に遅い時期に行われた。大田・益山区間が1978年、益山・井邑区間は1985年、井邑・長城区間は1987年に複線が完成し、1988年になってようやく光州市の松汀里駅（現在の光州松汀駅）まで複線化が完了した。松汀里・木浦区間の複線化は2000年代に入ってようやく完成した。松汀里から木浦郊外の任城里駅までの複線電化が2001年12月に完了し、任城里・木浦区間は、2003年12月に電化・複線化が完了した。
2004年4月1日の湖南高速鉄道開業により、湖南線へのKTXの運行が開始された。しかし、湖南線はカーブが多く高速運行が困難で、龍山 - 木浦間の所要時間が約3時間半と、同日開業した京釜高速鉄道ソウル - 釜山間（約2時間半）と比較すると長くなっていた。
このため、新たに湖南線に並行する高速新線（湖南高速線）が計画され、2015年4月2日に第1期区間（五松 - 益山 - 光州松汀）が開通し、ほとんどのKTXが高速線経由で運行されることとなり、大幅に所要時間が短縮された。これに伴い、KTXが直接乗り入れる区間は大田操車場 - 益山間（西大田経由列車のみ）と光州松汀 - 木浦間に削減された（なお、その後2016年12月9日のダイヤ改正で、西大田を経由し益山以南を光州松汀（高速線経由）、全羅線方面に直通するKTXが復活している）。

## 沿革
- 1911年7月10日：大田駅 - 連山駅間開通[5]。
- 1911年11月15日：連山駅 - 江景駅間開通[6]。
- 1912年3月6日：江景駅 - 裡里駅 - 群山駅間開通[7]。
- 1912年10月1日：裡里駅 - 金堤駅間開通[8]。
- 1912年12月1日：金堤駅 - 井邑駅間開通[9]。
- 1913年5月15日：木浦駅 - 鶴橋駅間開通[10]。
- 1913年7月1日：鶴橋駅 - 羅州駅間開通[11]。
- 1913年10月1日：羅州駅 - 松汀里駅間開通[12]。
- 1914年1月11日：井邑駅 - 松汀里駅間開通により全線開通[13]。
- 1925年6月5日：裡里駅 - 群山駅間が群山線として分離され、大田駅 - 木浦駅間は湖南本線に改称される[14]。
- 1931年8月1日：多侍駅開業[15]。
- 1934年2月11日：明山駅開業[16]。
- 1935年6月1日：黒石里駅開業[17]。
- 1936年11月1日：西大田駅開業[18]。
- 1938年3月1日：三郷駅を一老駅に改称[19]。
- 1938年5月1日：務安駅開業。
- 1939年5月16日：老安駅開業。
- 1945年6月1日：川原駅開業[20]。
- 1953年7月25日：楚江駅開業[21]。
- 1953年11月15日：龍東駅、甘谷駅開業[22]。
- 1955年7月11日：臥龍駅開業[23]。
- 1955年8月21日：夫皇駅開業[24]。
- 1955年12月1日：元亭駅開業。
- 1958年5月15日：彩雲駅開業[25]。
- 1959年6月21日：安平駅、玉井駅開業[26]。
- 1966年8月1日： 新都駅、河南駅開業[27]。
- 1967年5月1日：彩花駅開業[28]。
- 1967年6月3日：多山駅開業[29]。
- 1970年1月16日：蘆嶺駅開業[30]。
- 1973年7月1日：北松汀信号所開業。
- 1974年12月5日：彩花駅廃止。
- 1978年3月30日：大田操車場 - 西大田駅間に連絡線が開業、同時に大田操車場 - 西大田駅 - 裡里駅間が複線化[31]。
- 1982年7月1日：井邑駅を井州駅駅に改称[32]。
- 1985年11月15日：裡里駅 - 井州駅間複線化[33]。
- 1987年12月4日：井州駅 - 長城駅間電化[34]。
- 1988年9月6日：長城駅 - 松汀里駅間複線化[35]。
- 1995年1月10日：井州駅を井邑駅に再改称[36]。
- 2001年7月10日：栄山浦駅廃止。
- 2001年12月5日：明山駅廃止。
- 2001年12月17日：松汀里駅 - 任城里駅間複線化。
- 2003年12月9日：任城里駅 - 木浦駅間複線化、東木浦駅廃止。
- 2004年3月24日：全線電化完成[37]。
- 2004年4月1日：京釜高速線開業に伴いKTX運行開始。
- 2005年9月23日：豆渓駅を鶏龍駅駅に改称[38]。
- 2006年6月23日： 新都駅、元亭駅、多山駅、新興里駅、玉井駅廃止[39]。
- 2018年7月1日：ヌリロ運行開始。
- 2019年4月17日：鉄道路線番号が304に変更[40]。
- 2020年3月1日：ヌリロ運行終了。
- 2023年9月1日：ITX-マウム運行開始。

## 駅一覧
- ●：全列車停車、▲：一部列車停車、|：全列車通過

| 駅名         | 駅名         | 駅名              | 駅間キロ (km) | 累計キロ (km) | 駅 等級      | 駅種別       | K T X                   | K T X                   | I T X \| セ マ ウ ル | ム グ ン フ ァ | ヌ リ ロ    | 接続路線                                          | 所在地            | 所在地            |
| 日本語       | ハングル     | 英語              | 駅間キロ (km) | 累計キロ (km) | 駅 等級      | 駅種別       | K T X                   | K T X                   | I T X \| セ マ ウ ル | ム グ ン フ ァ | ヌ リ ロ    | 接続路線                                          | 所在地            | 所在地            |
| ------------ | ------------ | ----------------- | ------------- | ------------- | ------------ | ------------ | ----------------------- | ----------------------- | -------------------- | -------------- | ----------- | ------------------------------------------------- | ----------------- | ----------------- |
| 大田操車場   | 대전조차장   | Daejeonjochajang  | 0.0           | 0.0           | 2級          | 操車場       | 湖 南 高 速 本 線 経 由 | \|                      | \|                   | \|             | \|          | 韓国鉄道公社：KTX京釜高速本線・京釜本線           | 大田広域市        | 大徳区            |
| 西大田駅     | 서대전역     | Seodaejeon        | 5.7           | 5.7           | 2級          | 普通駅       | 湖 南 高 速 本 線 経 由 | ●                       | ●                    | ●              | ●           | 韓国鉄道公社：大田線                              | 大田広域市        | 中区              |
| 佳水院駅     | 가수원역     | Gasuwon           | 6.1           | 11.8          | 3級          | 普通駅       | 湖 南 高 速 本 線 経 由 | \|                      | \|                   | \|             | \|          |                                                   | 大田広域市        | 西区              |
| 黒石里駅     | 흑석리역     | Heukseong-ri      | 5.5           | 17.3          | 3級          | 普通駅       | 湖 南 高 速 本 線 経 由 | \|                      | \|                   | \|             | \|          |                                                   | 大田広域市        | 西区              |
| 鶏龍駅       | 계룡역       | Gyeryong          | 8.1           | 25.4          | 3級          | 普通駅       | 湖 南 高 速 本 線 経 由 | ●                       | ▲                    | ●              | ●           |                                                   | 忠清南道          | 鶏龍市            |
| 開泰寺駅     | 개태사역     | Gaetaesa          | 9.3           | 34.7          | 3級          | 普通駅       | 湖 南 高 速 本 線 経 由 | \|                      | \|                   | \|             | \|          |                                                   | 忠清南道          | 論山市            |
| 連山駅       | 연산역       | Yeonsan           | 4.9           | 39.6          | 3級          | 普通駅       | 湖 南 高 速 本 線 経 由 | \|                      | \|                   | ▲              | \|          |                                                   | 忠清南道          | 論山市            |
| 夫皇駅       | 부황역       | Buhwang           | 4.9           | 44.5          | 無配置簡易駅 | 無配置簡易駅 | 湖 南 高 速 本 線 経 由 | \|                      | \|                   | \|             | \|          |                                                   | 忠清南道          | 論山市            |
| 論山駅       | 논산역       | Nonsan            | 6.3           | 50.8          | 2級          | 普通駅       | 湖 南 高 速 本 線 経 由 | ●                       | ●                    | ●              | ●           |                                                   | 忠清南道          | 論山市            |
| 彩雲信号場   | 채운신호장   | Chaeun            | 6.7           | 57.5          | 信号場       | 信号場       | 湖 南 高 速 本 線 経 由 | \|                      | \|                   | \|             | \|          | 韓国鉄道公社：江景線                              | 忠清南道          | 論山市            |
| 江景駅       | 강경역       | Ganggyeong        | 3.2           | 60.7          | 3級          | 普通駅       | 湖 南 高 速 本 線 経 由 | \|                      | ●                    | ●              | ●           |                                                   | 忠清南道          | 論山市            |
| 龍東駅       | 용동역       | Yongdong          | 6.0           | 66.7          | 無配置簡易駅 | 無配置簡易駅 | 湖 南 高 速 本 線 経 由 | \|                      | \|                   | \|             | \|          |                                                   | 全北特別自治道    | 益山市            |
| 咸悦駅       | 함열역       | Hamyeol           | 5.1           | 71.8          | 3級          | 普通駅       | 湖 南 高 速 本 線 経 由 | \|                      | \|                   | ▲              | ▲           |                                                   | 全北特別自治道    | 益山市            |
| 黄登駅       | 황등역       | Hwangdeung        | 9.4           | 81.2          | 無配置簡易駅 | 無配置簡易駅 | 湖 南 高 速 本 線 経 由 | \|                      | \|                   | \|             | \|          |                                                   | 全北特別自治道    | 益山市            |
| 益山駅       | 익산역       | Iksan             | 6.7           | 87.9          | 1級          | 地域管理駅   | ●                       | ●                       | ●                    | ●              | ●           | 韓国鉄道公社：湖南高速本線・全羅本線・長項線      | 全北特別自治道    | 益山市            |
| 芙蓉駅       | 부용역       | Buyong            | 7.4           | 95.3          | 無配置簡易駅 | 無配置簡易駅 | 湖 南 高 速 本 線 経 由 | 湖 南 高 速 本 線 経 由 | \|                   | \|             | \|          |                                                   | 全北特別自治道    | 金堤市            |
| 臥龍駅       | 와룡역       | Waryong           | 3.2           | 98.5          | 無配置簡易駅 | 無配置簡易駅 | 湖 南 高 速 本 線 経 由 | 湖 南 高 速 本 線 経 由 | \|                   | \|             | \|          |                                                   | 全北特別自治道    | 金堤市            |
| 金堤駅       | 김제역       | Gimje             | 7.1           | 105.6         | 2級          | 普通駅       | 湖 南 高 速 本 線 経 由 | 湖 南 高 速 本 線 経 由 | ●                    | ●              | ●           |                                                   | 全北特別自治道    | 金堤市            |
| 甘谷駅       | 감곡역       | Gamgok            | 6.8           | 112.4         | 無配置簡易駅 | 無配置簡易駅 | 湖 南 高 速 本 線 経 由 | 湖 南 高 速 本 線 経 由 | \|                   | \|             | \|          |                                                   | 全北特別自治道    | 井邑市            |
| 新泰仁駅     | 신태인역     | Sintaein          | 5.5           | 117.9         | 3級          | 普通駅       | 湖 南 高 速 本 線 経 由 | 湖 南 高 速 本 線 経 由 | ▲                    | ●              | ●           |                                                   | 全北特別自治道    | 井邑市            |
| 楚江駅       | 초강역       | Chogang           | 5.6           | 123.5         | 無配置簡易駅 | 無配置簡易駅 | 湖 南 高 速 本 線 経 由 | 湖 南 高 速 本 線 経 由 | \|                   | \|             | \|          |                                                   | 全北特別自治道    | 井邑市            |
| 井邑駅       | 정읍역       | Jeongeup          | 7.9           | 131.4         | 2級          | 普通駅       | 湖 南 高 速 本 線 経 由 | 湖 南 高 速 本 線 経 由 | ●                    | ●              | ●           | 韓国鉄道公社：湖南高速本線                        | 全北特別自治道    | 井邑市            |
| 川原駅       | 천원역       | Cheonwon          | 6.0           | 137.4         | 3級          | 普通駅       | 湖 南 高 速 本 線 経 由 | 湖 南 高 速 本 線 経 由 | \|                   | \|             | \|          |                                                   | 全北特別自治道    | 井邑市            |
| 蘆嶺駅       | 노령역       | Noryeong          | 6.2           | 141.6         | 無配置簡易駅 | 無配置簡易駅 | 湖 南 高 速 本 線 経 由 | 湖 南 高 速 本 線 経 由 | \|                   | \|             | \|          |                                                   | 全北特別自治道    | 井邑市            |
| 白羊寺駅     | 백양사역     | Baegyangsa        | 7.0           | 148.6         | 3級          | 普通駅       | 湖 南 高 速 本 線 経 由 | 湖 南 高 速 本 線 経 由 | \|                   | ●              | ●           |                                                   | 全羅南道 長城郡   | 全羅南道 長城郡   |
| 安平駅       | 안평역       | Anpyeong          | 11.5          | 160.1         | 無配置簡易駅 | 無配置簡易駅 | 湖 南 高 速 本 線 経 由 | 湖 南 高 速 本 線 経 由 | \|                   | \|             | \|          | 韓国鉄道公社：長城貨物線                          | 全羅南道 長城郡   | 全羅南道 長城郡   |
| 長城駅       | 장성역       | Jangseong         | 3.7           | 163.8         | 2級          | 普通駅       | 湖 南 高 速 本 線 経 由 | 湖 南 高 速 本 線 経 由 | ●                    | ●              | ●           |                                                   | 全羅南道 長城郡   | 全羅南道 長城郡   |
| 林谷駅       | 임곡역       | Imgok             | 10.9          | 174.7         | 3級          | 普通駅       | 湖 南 高 速 本 線 経 由 | 湖 南 高 速 本 線 経 由 | \|                   | \|             | \|          |                                                   | 光州広域市 光山区 | 光州広域市 光山区 |
| 河南駅       | 하남역       | Hanam             | 6.5           | 181.2         | 3級          | 普通駅       | 湖 南 高 速 本 線 経 由 | 湖 南 高 速 本 線 経 由 | \|                   | \|             | \|          |                                                   | 光州広域市 光山区 | 光州広域市 光山区 |
| 北松汀信号所 | 북송정신호소 | Buksongjeong      | 2.8           | 184.0         | 信号所       | 信号所       | 湖 南 高 速 本 線 経 由 | 湖 南 高 速 本 線 経 由 | \|                   | \|             | \|          | 韓国鉄道公社：北松汀三角線                        | 光州広域市 光山区 | 光州広域市 光山区 |
| 光州松汀駅   | 광주송정역   | Gwangju Songjeong | 1.7           | 185.7         | 2級          | 普通駅       | ●                       | ●                       | ●                    | ●              | 運 行 な し | 韓国鉄道公社：慶全本線 光州都市鉄道：●1号線 (117) | 光州広域市 光山区 | 光州広域市 光山区 |
| 老安駅       | 노안역       | Noan              | 9.3           | 195.0         | 3級          | 普通駅       | \|                      | \|                      | \|                   | \|             | 運 行 な し |                                                   | 全羅南道          | 羅州市            |
| 羅州駅       | 나주역       | Naju              | 6.5           | 201.5         | 2級          | 普通駅       | ▲                       | ▲                       | ●                    | ●              | 運 行 な し |                                                   | 全羅南道          | 羅州市            |
| 多侍駅       | 다시역       | Dasi              | 7.4           | 208.9         | 3級          | 運転簡易駅   | \|                      | \|                      | \|                   | ▲              | 運 行 な し |                                                   | 全羅南道          | 羅州市            |
| 古幕院駅     | 고막원역     | Gomagwon          | 3.2           | 212.1         | 3級          | 普通駅       | \|                      | \|                      | \|                   | \|             | 運 行 な し |                                                   | 全羅南道          | 羅州市            |
| 咸平駅       | 함평역       | Hampyeong         | 6.6           | 218.7         | 3級          | 普通駅       | \|                      | \|                      | ●                    | ●              | 運 行 な し |                                                   | 全羅南道          | 咸平郡            |
| 務安駅       | 무안역       | Muan              | 7.6           | 226.3         | 3級          | 普通駅       | \|                      | \|                      | \|                   | ▲              | 運 行 な し |                                                   | 全羅南道          | 務安郡            |
| 夢灘駅       | 몽탄역       | Mongtan           | 4.0           | 230.3         | 3級          | 普通駅       | \|                      | \|                      | \|                   | ▲              | 運 行 な し |                                                   | 全羅南道          | 務安郡            |
| 一老駅       | 일로역       | Illo              | 9.0           | 239.3         | 3級          | 普通駅       | \|                      | \|                      | ▲                    | ●              | 運 行 な し | 韓国鉄道公社：大仏線                              | 全羅南道          | 務安郡            |
| 任城里駅     | 임성리역     | Imseong-ri        | 5.9           | 245.2         | 3級          | 普通駅       | \|                      | \|                      | \|                   | ▲              | 運 行 な し |                                                   | 全羅南道          | 木浦市            |
| 木浦駅       | 목포역       | Mokpo             | 7.3           | 252.5         | 1級          | 地域管理駅   | ●                       | ●                       | ●                    | ●              | 運 行 な し |                                                   | 全羅南道          | 木浦市            |

### 廃駅
- 元亭駅 - 黒石里駅と鶏龍駅との間に存在した。2006年6月23日廃止。
- 新都駅 - 鶏龍駅と開泰寺駅との間に存在した。2006年6月23日廃止。
- 彩花駅 - 論山駅と彩雲信号場との間に存在した。1974年12月5日廃止。
- 多山駅 - 咸悦駅と黄登駅との間に存在した。2006年6月23日廃止。
- 新興里駅 - 白羊寺駅と安平駅の間に存在した。2006年6月23日廃止。
- 玉井駅 - 長城駅と林谷駅の間に存在した。2006年6月23日廃止。
- 栄山浦駅 - 羅州駅と多侍駅の間に存在した。2001年7月10日廃止。
- 明山駅 - 夢灘駅と一老駅の間に存在した。2001年7月10日廃止。
- 東木浦駅 - 任城里駅と木浦駅の間に存在した。2003年12月9日廃止。